# Zona de habitabilidad

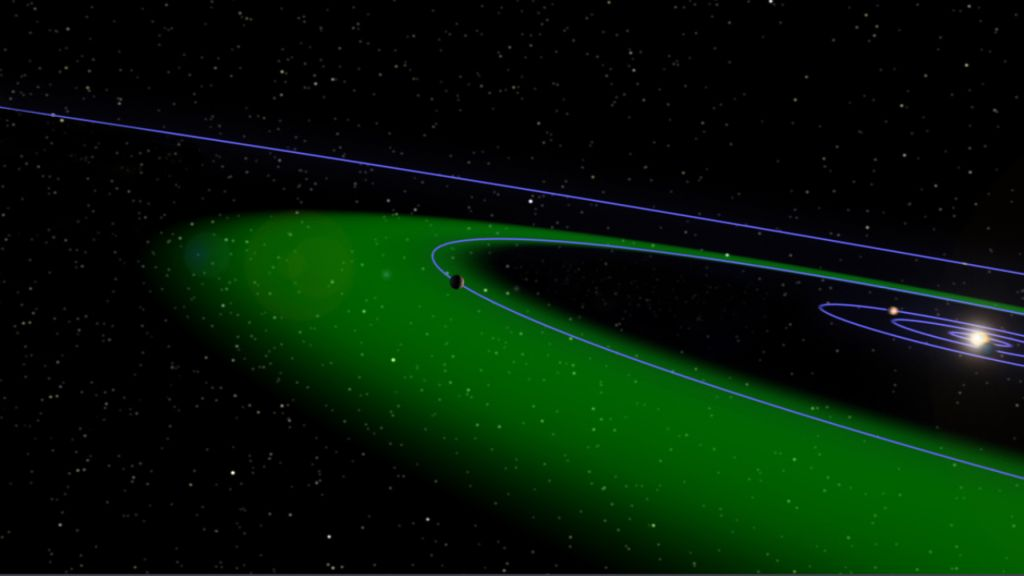
Órbita de 55 Cancri f dentro de la zona de habitabilidad planetaria de su estrella 55 Cancri

En astrofísica, se denomina zona de habitabilidad estelar a la región alrededor de una estrella en la que el flujo de radiación incidente permitiría la presencia de agua en estado líquido sobre la superficie de cualquier planeta (o satélite) rocoso que se encontrase en ella y que contase con una masa comprendida entre 0.5 y 10 M⊕ y una presión atmosférica superior a 6.1 mbar, correspondiente al punto triple del agua a una temperatura de 273.16 K. Además de la separación entre el planeta y la estrella (semieje mayor), existen otros parámetros a tener en cuenta de cara a la inclusión de un planeta dentro de la zona de habitabilidad de un sistema, como la excentricidad orbital, la rotación planetaria, las propiedades atmosféricas del exoplaneta o la existencia de fuentes de calor adicionales a la radiación estelar, como el calentamiento de marea.
Aunque las estimaciones realizadas varían según el autor, la más aceptada fija sus márgenes en el sistema solar a una distancia de entre 0.84 y 1.67 UA respecto al Sol. Si la Tierra tuviese una órbita inferior al límite interno de la zona habitable, se desencadenaría un proceso similar al observable en Venus, que sometería a nuestro planeta a un efecto invernadero descontrolado; mientras que si superase su límite externo, toda el agua superficial se congelaría.
El descubrimiento de los primeros exoplanetas rocosos orbitando la zona de habitabilidad de sus estrellas, gracias a las observaciones del telescopio espacial Kepler, ha aumentado considerablemente el interés por su estudio, convirtiéndolo en un pilar básico de la astrobiología, la exoplanetología y la astrofísica.

## Historia
La primera vez que se hizo alusión a este concepto en el ámbito científico fue en 1853, cuando William Whewell se refirió a él de forma cualitativa como la «zona templada del sistema solar». Un siglo más tarde, en 1953, Harlow Shapley y Hubertus Strughold profundizaron en la importancia del agua líquida como medio para el desarrollo de la vida y establecieron lo que denominaron el «cinturón de agua líquida», es decir, la región en torno a una estrella en la que el flujo estelar permitiría su presencia en este estado. En 1959, Su-Shu Huang efectuó un análisis más exhaustivo de la zona de habitabilidad, considerando la evolución estelar, las limitaciones dinámicas en sistemas múltiples y la órbita alrededor del plano galáctico. Poco después, en 1964, Stephen H. Dole elaboró un concepto menos antropocéntrico de esta región, estimando un alto número de planetas habitables en la Vía Láctea. Ya en 1993, Kasting, Whitmire y Reynolds desarrollaron el concepto más extendido en la actualidad, empleando modelos climáticos e identificando el proceso retroalimentativo del CO2 para delimitar con exactitud el confín interno y externo de la zona habitable.

## Regiones

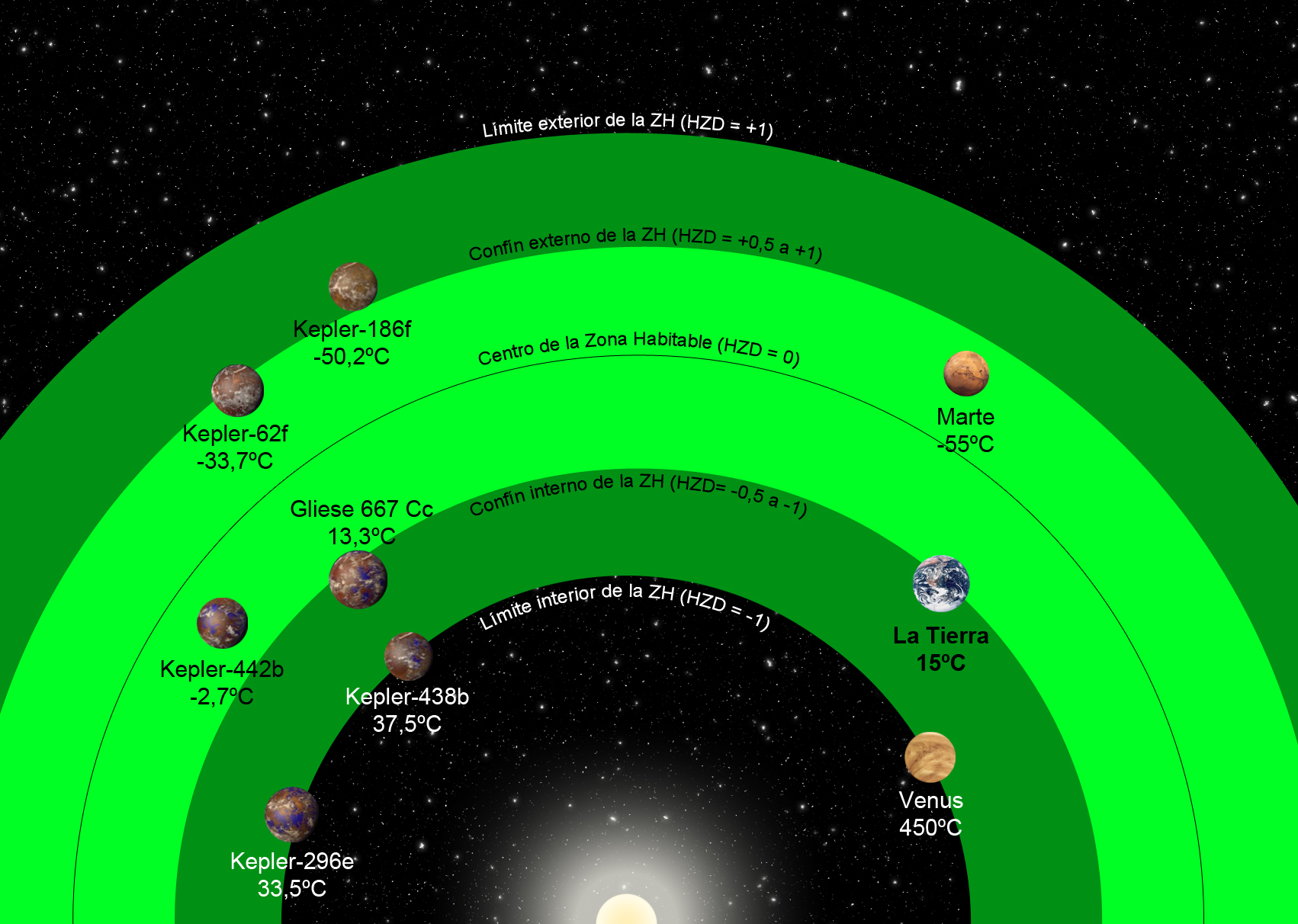
Posición en la ZH de algunos de los planetas confirmados con mayor IST y temperatura media superficial.

La zona habitable comprende una amplia región en la que cualquier planeta rocoso presente que cuente con las condiciones adecuadas (composición atmosférica, excentricidad, rotación, etc.) puede tener agua en estado líquido sobre su superficie. Abundando en este concepto, un cuerpo planetario relativamente poco masivo y con una baja concentración de gases de efecto invernadero tendría que orbitar la región más interna de la zona para no traspasar el punto de fusión y verse sometido a una glaciación global, mientras que uno más masivo o con mayor concentración de estos gases sufriría un efecto invernadero descontrolado similar al de Venus si no permanece en el confín externo de la misma.
El Laboratorio de Habitabilidad Planetaria (o «PHL» por sus siglas en inglés) de la Universidad de Puerto Rico en Arecibo ha establecido un indicador, denominado Habitable Zone Distance o HZD (con valores comprendidos entre –1 y +1), que ubica la posición relativa de un planeta en la zona habitable de su sistema, por lo que es aplicable a cualquier cuerpo estelar con independencia de su luminosidad. Las tres regiones existentes en toda zona habitable son el confín interno, la región central y el confín externo, cuya amplitud varía en función de cada tipo de estrella, en relación con la luminosidad de esta.

### Confín interno
El confín interno de la zona habitable comprende el área más próxima a la estrella de la misma, con un HZD desde –1 hasta aproximadamente –0.5. Al igual que en el resto de los casos, no hay consenso científico sobre sus límites exactos. Mientras algunos creen que en el sistema solar abarca desde la órbita de Venus a la de la Tierra, otros son menos optimistas al respecto (llegando a situar su borde interno a 0.95 UA e incluso 0.99 UA del Sol, muy próximo a la órbita media terrestre). Cualquier planeta con una órbita inferior al confín interno de la zona habitable estaría excesivamente expuesto a la luminosidad estelar y su temperatura media sería demasiado alta como para encontrar agua líquida sobre su superficie. Sin embargo, algunos estudios sugieren que el margen interno de la zona de habitabilidad podría ser menos restrictivo para planetas secos, ya que el vapor de agua es en sí mismo un gas de efecto invernadero y podría acelerar el proceso que desencadena el efecto invernadero descontrolado observable en Venus.
Puesto que la propia Tierra marca la separación entre el centro de la zona habitable del sistema solar y el confín interno, cabe esperar que cualquier planeta de masa terrestre orbitando a una estrella similar al Sol debe estar localizado en unos márgenes orbitales parecidos a los de la Tierra para registrar temperaturas superficiales semejantes, siempre que su composición atmosférica sea análoga a la de nuestro planeta.
Los planetas situados en el confín interno de la zona habitable presentan una gran exposición a la actividad de sus estrellas que, en última instancia, puede provocar una elevada fotólisis del agua y la pérdida del hidrógeno al espacio por escape hidrodinámico (la antesala de un efecto invernadero desbocado) o suponer un acoplamiento de marea respecto a la estrella (con un hemisferio diurno y otro nocturno, algo especialmente común en la zona de habitabilidad de estrellas poco masivas). Además, dado que las estrellas aumentan su luminosidad con el paso del tiempo, los cuerpos planetarios ubicados en la región más interna de la zona habitable tardarán menos en abandonar sus confines que aquellos situados en áreas más externas.
Entre los exoplanetas confirmados potencialmente habitables hay varios hallazgos que pertenecen al confín interno de la zona de habitabilidad de sus estrellas, ya que los instrumentos actuales favorecen la detección de los cuerpos planetarios más próximos a ellas. Tal es el caso de Kepler-438b, Kepler-296e y Gliese 667 Cc; los tres exoplanetas confirmados con mayor índice de similitud con la Tierra.

### Centro

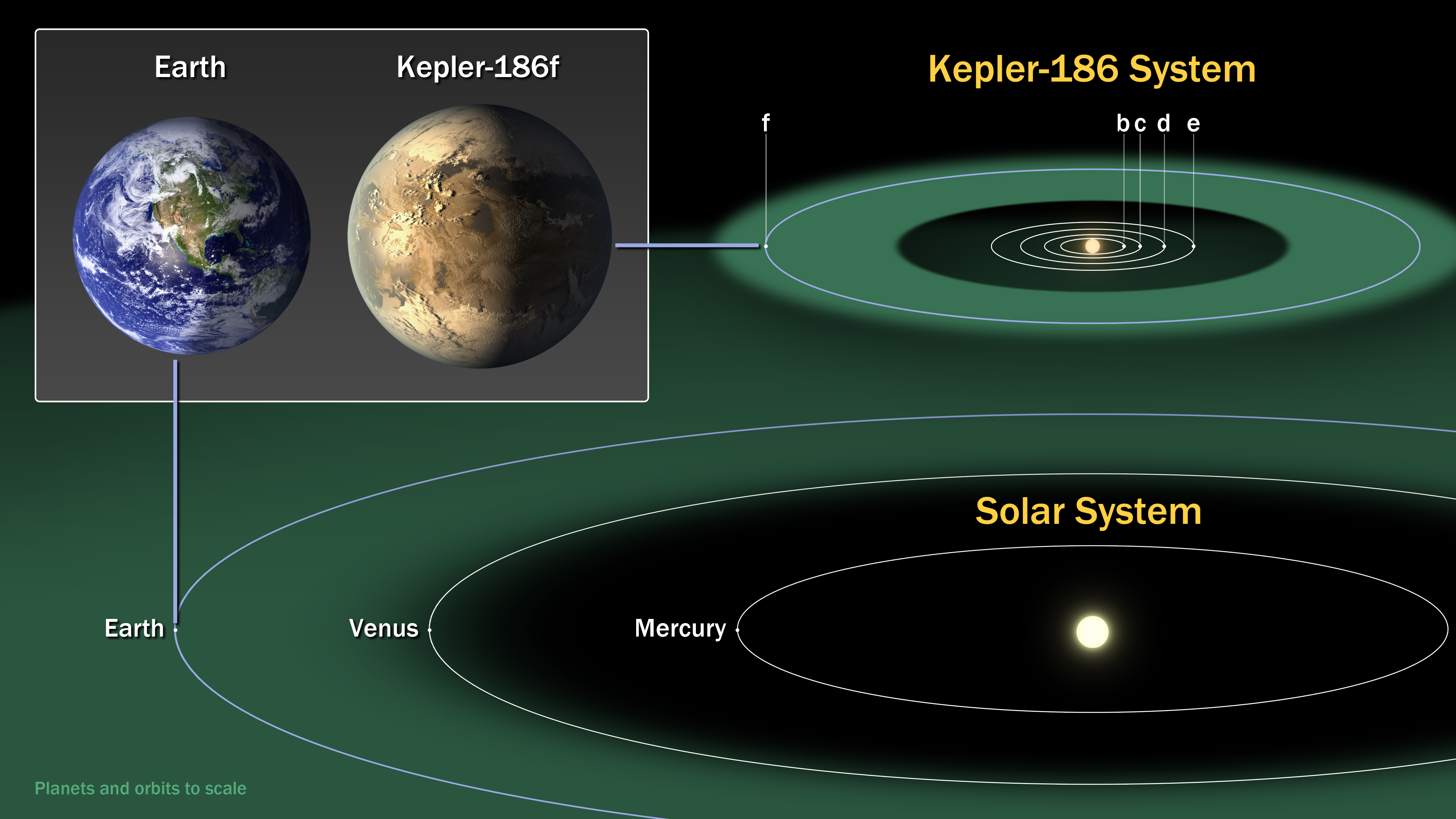
Órbita de Kepler-186f en el confín externo de la ZH de su estrella y comparación con la órbita terrestre

La región central comprende el centro exacto de la zona habitable y sus inmediaciones (con un HZD aproximado de entre –0.5 y +0.5). Puesto que la Tierra se encuentra justo en el límite del confín interno del sistema solar, hay expertos que consideran que un planeta más cercano al centro de la zona de habitabilidad de su sistema podría ser más adecuado para la vida que nuestro planeta y, por tanto, «superhabitable». Sin embargo, un exoplaneta proporcionalmente más distante de su estrella anfitriona que la Tierra recibirá una menor cantidad de luz estelar y registrará unas temperaturas inferiores a no ser que su perfil difiera del terrestre en ciertos aspectos que aumenten el calor superficial, aunque no tanto como los planetas pertenecientes al confín externo (mayor concentración de gases de efecto invernadero, atmósfera más densa, calentamiento de marea suministrado por su propia estrella o algún satélite, etc.).
La temperatura superficial de los exoplanetas confirmados hasta la fecha, pertenecientes a la región central de la zona habitable, como Kepler-442b (suponiendo una composición y densidad atmosférica, albedo y calentamiento de marea similares a los de la Tierra), rara vez supera los 0 °C, siendo en su mayoría psicroplanetas e hipopsicroplanetas según la clasificación térmica de habitabilidad planetaria del PHL. En un futuro cercano, los nuevos instrumentos disponibles permitirán conocer con exactitud la composición de sus atmósferas y su temperatura media real, mediante análisis espectroscópicos de la pendiente de dispersión de Rayleigh durante los tránsitos.

### Confín externo
El confín externo de la zona habitable marca el límite de esta región, con un HZD comprendido entre unos +0.5 y +1. Considerando la gran cantidad de factores que pueden incrementar la temperatura de un planeta, el área exterior de la zona habitable es la más amplia de las tres zonas observadas, y los científicos postulan que posiblemente sea incluso mayor, por lo que algunos modelos incluyen una región adicional a la zona de habitabilidad conocida como «zona de habitabilidad optimista». Según algunos autores, el límite del confín externo está representado por el punto de condensación del CO2, es decir, si la temperatura media de un planeta es lo suficientemente baja como para que el dióxido de carbono se condense, este empezaría a formar nubes (que a su vez aumentarían el albedo) y disminuiría la eficacia del efecto invernadero, dando comienzo un proceso retroalimentativo que culminaría con una glaciación global perpetua.
Asumiendo unas características atmosféricas similares a las de la Tierra, la mayoría de los exoplanetas confirmados cuyas órbitas se sitúan en el confín externo de la zona habitable (como Kepler-186f), tienen temperaturas medias superficiales estimadas de –30 °C o menos.

## Expresión matemática
Los límites interno y externo de la zona habitable varían en función de la luminosidad estelar, en una relación directa, es decir, cuanto más luminosa sea una estrella, mayor será la distancia entre ella y el confín interno de la zona habitable del sistema. Dado que la única zona habitable estudiada en profundidad es la del sistema solar, la estimación de sus límites para otras estrellas es puramente teórica y existen discrepancias entre los distintos autores. Algunos investigadores sugieren que su extensión podría ser mayor (en su confín interno o externo) mientras que otros consideran que sus límites podrían ser más restrictivos en una o ambas direcciones.
Según el PHL, basándose en los estudios de David R. Underwood (2003) y Franck Selsis (2007) para unos bordes conservadores de «Venus reciente» y «Marte primitivo», el cálculo de los límites de la zona habitable se realiza mediante la expresión:

{\displaystyle {r_{i}}=[{r_{is}}-{a_{i}}({T_{eff}}-{T_{s}})-{b_{i}}{({T_{eff}}-{T_{s}})^{2}}]{\sqrt {L}}}
{\displaystyle {r_{o}}=[{r_{os}}-{a_{o}}({T_{eff}}-{T_{s}})-{b_{o}}{({T_{eff}}-{T_{s}})^{2}}]{\sqrt {L}}}

Donde ri es la distancia entre el límite interior del confín interno y la estrella en UA, ro la distancia respecto al exterior del confín externo, L es la luminosidad estelar en unidades solares, Teff es la temperatura efectiva de la estrella en kelvin (K), Ts=5700 K, ai=2.7619 × 10-5, bi=3.8095 × 10-9, ao=1.3786 × 10-4, bo=1.4286 × 10-9, ris=0.72 y ros=1.77.
A su vez, para el cálculo del HZD de un planeta, emplean la fórmula:

{\displaystyle {\text{HZD}}={\frac {2r-{r_{o}}-{r_{i}}}{{r_{o}}-{r_{i}}}}}

Donde r es la distancia entre el planeta y su estrella en UA y tanto ri como ro se obtienen del cálculo de los límites de la zona habitable para el sistema en cuestión.

### Resultados
A continuación, figuran los resultados de las fórmulas anteriores aplicadas a los diez exoplanetas confirmados con mayor Índice de Similitud con la Tierra (IST):
| #   | Nombre        | Tipo estelar | Confín interno | Confín externo | Distancia | HZD   | Temperatura (°C) | Anclado |
| --- | ------------- | ------------ | -------------- | -------------- | --------- | ----- | ---------------- | ------- |
| N/d | Tierra        | G            | 0.84 UA        | 1.67 UA        | 1 UA      | –0.5  | 14 °C            | No      |
| 1   | Kepler-438b   | K            | 0.159 UA       | 0.407 UA       | 0.17 UA   | –0.94 | 37.45 °C         | Sí      |
| 2   | Kepler-296e   | M            | 0.134 UA       | 0.347 UA       | 0.15 UA   | –0.87 | 33.45 °C         | Sí      |
| 3   | Gliese 667 Cc | M1.5V        | 0.096 UA       | 0.251 UA       | 0.12 UA   | –0.62 | 13.25 °C         | Sí      |
| 4   | Kepler-442b   | K            | 0.274 UA       | 0.681 UA       | 0.41 UA   | –0.34 | −2.65 °C         | No      |
| 5   | Kepler-62e    | K2V          | 0.353 UA       | 0.857 UA       | 0.43 UA   | –0.70 | 28.45 °C         | No      |
| 6   | Kepler-452b   | G2           | 0.828 UA       | 1.95 UA        | 1.05 UA   | –0.61 | 29.35 °C         | No      |
| 7   | Gliese 832 c  | M1.5         | 0.132 UA       | 0.343 UA       | 0.16 UA   | –0.72 | 21.55 °C         | Sí      |
| 8   | K2-3 d        | M0.2         | 0.207 UA       | 0.527 UA       | 0.21 UA   | -1.00 | 48.95 °C         | Sí      |
| 9   | Kepler-283c   | K            | 0.260 UA       | 0.646 UA       | 0.34 UA   | –0.58 | 17.95 °C         | Sí      |
| 10  | Tau Ceti e    | G8.5V        | 0.522 UA       | 1.250 UA       | 0.55 UA   | –0.92 | 49.75 °C         | No      |

## Tipo estelar

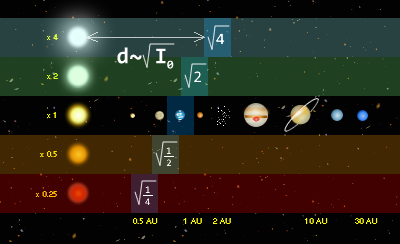
Un ejemplo de un sistema basado en la luminosidad estelar para predecir la localización de la zona habitable alrededor de varios tipos de estrellas. Los tamaños de planeta, tamaño de estrella, longitud de órbita y tamaño de zona habitable no están a escala.

El principal factor que determina la extensión y características de la zona habitable es la luminosidad estelar y, como tal, varía significativamente en función del tipo de estrella y de su ciclo vital, siendo más amplia y variable cuanto más luminosa sea la estrella a la que pertenece. Las estrellas más frías y pequeñas que el Sol (tipo M y K) permanecen mucho más tiempo en la secuencia principal y su reducida zona habitable varía muy poco en el transcurso de la misma, mientras que las más masivas (tipo F, A, B y O) cuentan con una zona de habitabilidad mucho más extensa y variable a lo largo de su corto ciclo vital.

### M y K tardío
Este tipo de estrellas, conocidas como enanas rojas, son las más pequeñas de la secuencia principal y también las más comunes, llegando a representar un 75 % de la población total de la Vía Láctea. Puesto que la esperanza de vida de una estrella es inversamente proporcional a su masa, son además las más longevas, pudiendo permanecer en la secuencia principal hasta 10 billones de años frente a los aproximadamente 10 000 millones del Sol.
No obstante, el potencial para la vida de las enanas rojas es objeto de debate entre la comunidad científica, ya que presentan graves problemas para que la vida pueda surgir sobre cualquier planeta rocoso que orbite a una de ellas en su zona de habitabilidad. En sus primeros miles de millones de años de vida son extremadamente activas, llegando a incrementar sus niveles de radiación ultravioleta hasta 10 000 veces en repetidas ocasiones a lo largo de un día terrestre como consecuencia de sus violentas llamaradas. Los modelos sugieren que un planeta similar a la Tierra, que orbite a una de estas estrellas en su zona habitable, perdería gradualmente su atmósfera aunque su magnetosfera fuese semejante a la de nuestro planeta.
Debido a su escasa luminosidad, la zona de habitabilidad de las estrellas tipo M y K-tardío comprende una región muy pequeña y próxima en comparación con la de cuerpos estelares mayores. Esa cercanía también se traduce en una gran influencia gravitacional de la estrella sobre sus planetas potencialmente habitables, siendo poco probable que mantengan esta condición rebasando el límite de anclaje por marea (es decir, en la mayoría de los casos el punto a partir del cual la influencia gravitatoria de una estrella es lo suficientemente baja como para permitir que un planeta rote sobre su eje y tenga ciclos de noche y día como la Tierra, se encuentra más allá del límite exterior del confín externo de la zona habitable). La ausencia de rotación puede perjudicar seriamente el campo magnético planetario, desprotegiendo al planeta frente a los efectos de su estrella.

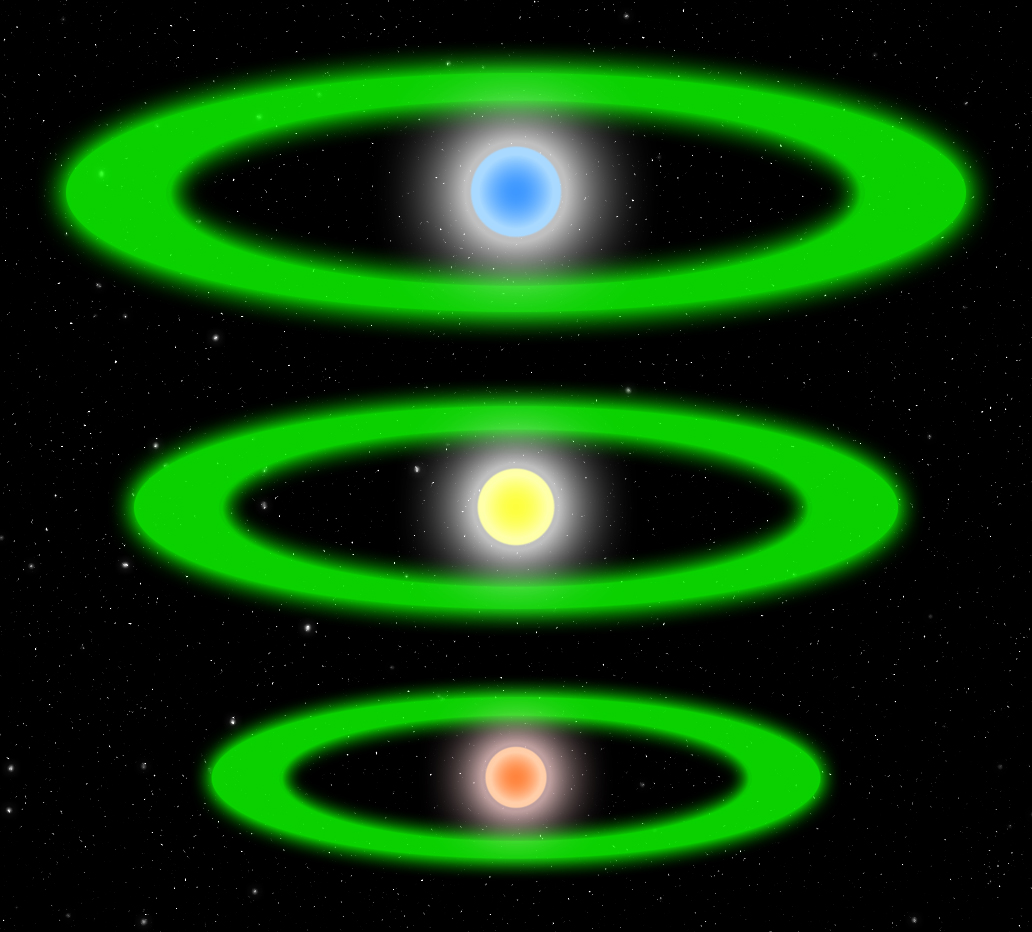
La extensión de la ZH varía sustancialmente entre las estrellas más masivas que el Sol (arriba) y las de menor tamaño (abajo)

Como contrapartida, algunos expertos sugieren que el tipo de luz emitida por las enanas rojas podría reducir el efecto de retroalimentación del hielo por el aumento en el albedo del planeta, es decir, que los planetas terrestres pertenecientes al borde externo de la zona habitable de estas estrellas podrían eludir una glaciación global permanente con más facilidad que sus análogos de cuerpos estelares mayores, lo que aumentaría el límite del confín externo de un 10 a un 30 % sobre las estimaciones iniciales. Además, los estudios indican que, a pesar de que el tipo de luz emitido por esta clase de estrellas difiere de la del Sol (principalmente en el espectro infrarrojo), la fotosíntesis sería posible.

### K, G y F
Las estrellas de tipo naranja-intermedio a blanca-amarilla representan el óptimo para la vida por su estabilidad, distancia de la zona habitable respecto a la estrella y ciclo vital. A diferencia de las enanas rojas, las naranjas, amarillas y blancas-amarillas tienen una fase de intensa actividad estelar tras su formación mucho más corta (unos 500 millones de años para una similar al Sol, frente a los 2000 o 3000 millones de una de tipo M), lo que, unido a la separación entre la zona de habitabilidad y la estrella, evita que los planetas potencialmente habitables pierdan sus atmósferas en sus primeros miles de millones de años de existencia. A su vez, dado que el límite de anclaje por marea coincide con el borde interior del confín interno de la zona habitable de las de tipo K-intermedio, es poco probable que los planetas que orbiten a estas estrellas en esa región carezcan de una rotación significativa como consecuencia de la influencia gravitacional de su anfitriona.
Sin embargo, aunque estos tres tipos de estrellas son a priori los más favorables para la vida, hay importantes diferencias entre ellas. A medida que ascendemos en la secuencia principal, crece la emisión de radiación ultravioleta de los cuerpos estelares. Mientras que en exoplanetas tipo-tierra situados en la zona habitable de enanas naranjas sería posible la vida sin la protección de una capa de ozono, en estrellas de tipo F un cuerpo planetario de características similares necesitaría una densa ozonosfera para permitir la aparición de vida no acuática. Por esta y otras razones, se considera que las enanas naranjas (tipo K) son las más favorecedoras para la habitabilidad planetaria por encima de los análogos solares u otros tipos de estrellas, albergando a los hipotéticos planetas superhabitables.

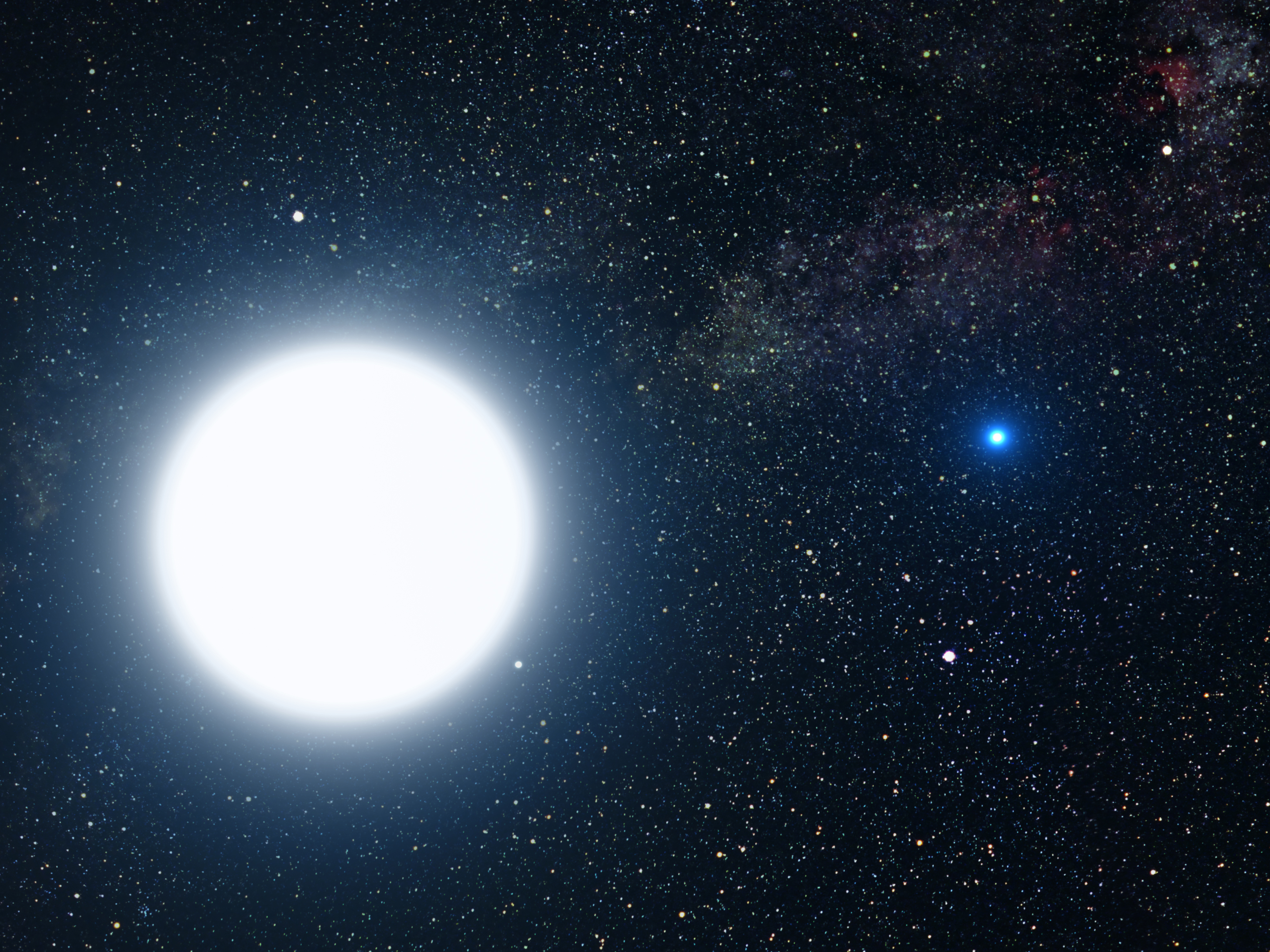
Concepción artística de Sirio A, una estrella tipo A, y su compañera Sirio B

### A, B y O
Las estrellas de tipos A, B y O son las más luminosas y masivas de la secuencia principal, y también las que agotan su combustible con mayor rapidez (algunos cientos o decenas de millones de años). Las gigantes azules (tipos O y B), las mayores de la clasificación de Morgan-Keenan, emiten fuertes vientos estelares y grandes cantidades de radiación ultravioleta que impiden la formación planetaria incluso en estrellas vecinas situadas a menos de 0.1 años luz, especialmente las de tipo O. Así pues, aunque cuenten con la zona habitable más amplia de toda la clasificación estelar, es muy improbable que ningún planeta pueda formarse en ellas antes de que todo el material del disco protoplanetario sea expulsado al espacio interestelar.
La formación planetaria en torno a la zona habitable de una estrella de tipo A podría ser posible, a pesar de sus fuertes emisiones y de su corto ciclo vital, pero los expertos postulan que hasta en las estrellas de tipo F-temprano la radiación ultravioleta sería excesiva y alteraría o destruiría moléculas como el ADN (imprescindible para una bioquímica basada en el carbono). Con independencia de ello, la zona de habitabilidad de una estrella tipo A se expandiría con rapidez y posiblemente cualquier planeta situado en ella traspasaría el confín interno antes de que la vida pudiese evolucionar.

## Zona de habitabilidad ultravioleta
Esta zona está delimitada por la cantidad de radiación UV tolerable para el ADN. Planetas con órbitas inferiores al límite interno de la zona de habitabilidad ultravioleta estarían demasiado expuestos y cualquier molécula presente sería destruida o gravemente alterada, mientras que los situados más allá del límite externo carecerían de los niveles mínimos requeridos para que pudiesen desempeñar sus procesos biogénicos.
Los expertos consideran que la cantidad máxima de radiación ultravioleta admisible para el ADN es equivalente al doble de la recibida por la Tierra desde el espacio hace 3800 millones de años, así que la zona de habitabilidad ultravioleta del sistema solar estaría situada actualmente entre las 0.7 y las 1.9 UA. Los estudios indican que esta región suele encontrarse mucho más próxima a la estrella que la zona habitable por término medio, especialmente en torno a cuerpos estelares poco luminosos, hasta el punto de que no coinciden en casi un 60 % de los casos. En el otro extremo, las estrellas más masivas que el Sol, como las de tipo F, cuentan con una región dentro del confín interno de la zona habitable en la que cualquier organismo sería quemado por la radiación ultravioleta.

## Zona de habitabilidad galáctica

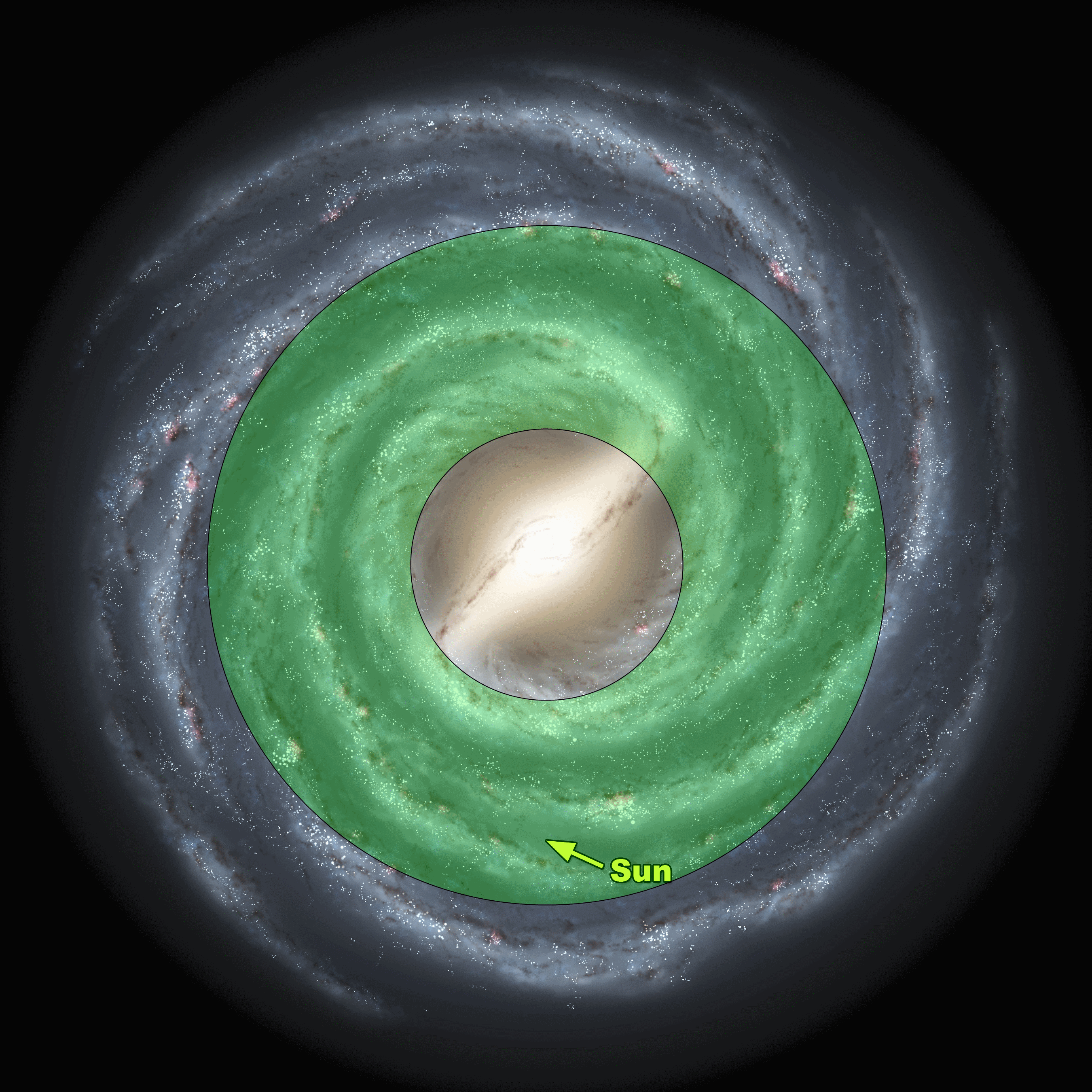
Zona galáctica habitable de la Vía Láctea

En su libro Rare Earth: Why Complex Life Is Uncommon in the Universe (2000), Peter Ward y Donald E. Brownlee justifican los factores que convierten a la Tierra en un caso poco común en el universo, fruto de una concatenación de casualidades extremadamente inusuales (hipótesis de la Tierra especial), siendo una de ellas la ubicación del sistema solar en una región de la galaxia conocida como «zona galáctica habitable». La obra, que contó con una gran aprobación y seguimiento entre la comunidad científica en aquellos años, ha sufrido importantes críticas a raíz de nuevos estudios y observaciones que han desmentido gran parte de sus puntos principales, tales como la necesidad de un gigante gaseoso en el sistema para prevenir los impactos astronómicos o la dependencia de un satélite de considerables dimensiones que equilibre el eje planetario y mantenga una tectónica de placas. Uno de los puntos que, lejos de ser desmentido, ha sido confirmado con el paso de los años, es la existencia de una zona galáctica habitable.
La zona de habitabilidad galáctica forma un anillo alrededor del centro de la galaxia, desde los 4 kpc hasta los 10 kpc de distancia respecto al centro de la Vía Láctea, que comprende la única región de la misma en la que pueden aparecer sistemas con planetas capaces de albergar algún tipo de vida. Más allá de su límite exterior, la metalicidad de las estrellas es demasiado baja como para permitir la formación de planetas telúricos como la Tierra, y más cerca del violento centro galáctico la exposición a eventos altamente energéticos (como las supernovas) sería muy hostil para la vida.

## Potencial para la vida

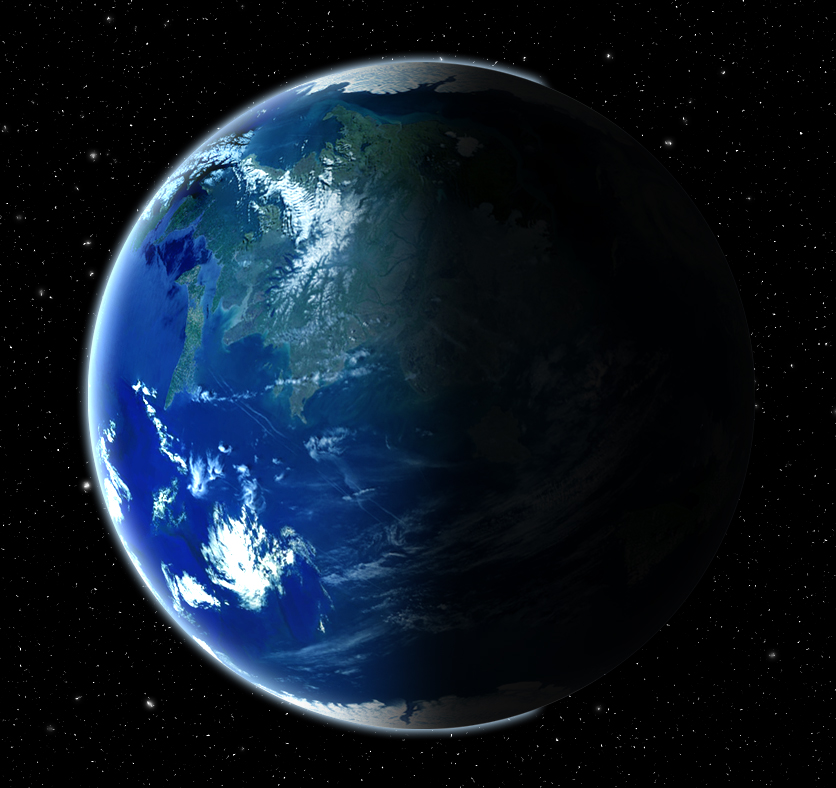
Impresión artística de un exoplaneta análogo a la Tierra

Originalmente, el término «zona habitable» era vinculado directamente con la región en torno a una estrella capaz de sustentar planetas con algún tipo de organismo vivo sobre su superficie. Sin embargo, posteriormente su significado fue modificado para referirse únicamente a la zona alrededor de las estrellas en la que cualquier planeta que reúna las características adecuadas puede tener agua en estado líquido sobre su superficie. Actualmente, se tiene en cuenta la posibilidad de que la vida surja en escenarios alternativos, algunos más allá de cualquier teoría o hipótesis desarrollada hasta la fecha. Por supuesto, también se presupone que incluso en el mejor de los escenarios de habitabilidad planetaria, que resulte en un universo mucho más poblado y biológicamente diverso de lo que pudiésemos imaginar, la mayoría de los planetas situados en la zona habitable no albergarían ningún tipo de vida.
Entre los múltiples escenarios en los que la vida podría surgir más allá de la zona habitable, destaca especialmente la posibilidad de encontrar planetas situados en órbitas superiores al confín externo de la zona de habitabilidad que cuenten con grandes océanos submarinos bajo una corteza helada, mantenidos por el calor de su actividad geológica o por el calentamiento de marea producido por algún planeta o satélite cercano, como se cree que podría presentar la luna joviana Europa. De igual modo, en los últimos años se ha debatido la posibilidad de que formas de vida basadas en una química diferente a las de la Tierra puedan sobrevivir en ambientes en los que el metano sea el medio primario, con un ciclo similar al del agua en nuestro planeta. Esta teoría, que ha acrecentado el interés en Titán, uno de los satélites de Saturno, ha dado lugar al estudio de la denominada «zona de habitabilidad del metano», cuyos límites se situarían a una distancia mucho mayor de la estrella que la zona habitable convencional.
Por otro lado, la ubicación de un planeta respecto a su estrella es solo uno de los factores en el estudio de la habitabilidad planetaria. Incluso si un planeta se encuentra en la zona habitable de su sistema y recibe unos niveles de radiación ultravioleta aptos para la vida, puede tratarse de un gigante gaseoso o de un cuerpo planetario pequeño incapaz de retener su atmósfera. Las investigaciones del equipo HARPS-N indican que existe un límite de 1.6 R⊕ y/o 6 M⊕ a partir del cual la probabilidad de que un planeta acumule grandes cantidades de hidrógeno y helio sobre su superficie aumenta sustancialmente (en un estado de transición a gigante gaseoso denominado «minineptuno»). Otros factores a tener en cuenta son la composición atmosférica, el tipo de órbita del planeta (si es demasiado excéntrica puede rebasar los confines de la zona habitable), las características de su estrella, la posición del sistema en la galaxia, la rotación del planeta, si posee un campo magnético significativo, la edad del sistema, etc.
No obstante, los miles de exoplanetas confirmados hasta la fecha han permitido estimar el número de planetas de masa similar a la terrestre situados en la zona de habitabilidad de sus sistemas en unos 40 000 millones solo en la Vía Láctea, de los que hasta 11 000 millones podrían orbitar estrellas similares al Sol. Estas cifras, que podrían suponer que el exoplaneta habitable más cercano se encontrase a 12 años luz de la Tierra, invitan al optimismo, confirmando quizás el principio de mediocridad en el campo de la astrobiología.